# Electra (San Diego)
Electra es la torre residencial más alta de la ciudad de San Diego, California, Estados Unidos, con una altura de 150 metros y 43 niveles, y 248 habitaciones, y fue completado en 2008. El histórico edificio San Diego Gas & Electric Company está localizado en la base del edificio.